# 二次創作
二次創作（英語：Derivative work），又稱再創作、衍生創作或二創，产生的作品稱為二次創作物（或再創作物、衍生創作物）。二次创作常指戏仿以及同人文化中的再创作，但由于其并非版权法上的常用概念，其实质涵盖范围难以确定，有人认为其还包括翻译、改编等各种对已存在著作物的文字、圖像、影片、音樂进行的改作，这与版权法上的衍生作品相类似。
換言之，二次創作包括了仿作、改編、引用並加以發揮等創作模式。二次創作並不是把別人的作品剽竊過來，當成是自己的；相反，二次創作是明顯地以某作品／項目／角色為基調來改編、仿作或加以發展，它的引用及改變意味是很明顯的。
然而，二次創作在法律上仍然有可能侵犯他人版權。不过相关的法律是否合理，或原作者与版权持有人或版权管理机构的不同看法，目前仍在争议之中。
置身在後現代脈絡中的今天，基於資訊爆炸後，造成人們對過去資訊、系統的瓦解，這促成了不論是商業作品，還是同人、自主的作品，都充滿了二次創作的局面。二次創作的媒體，可以是動漫畫、話劇、舞臺劇、Cosplay、電影、電視節目、小說等許多不同媒體；翻譯各國影片、圖片皆是屬於二次創作，翻譯二次創作之翻譯，乃是屬於二次創作。
此外，二次創作並非都是由粉絲自行進行的創作，亦有由官方授權發售的二次創作作品（典型的例子為各種由官方授權出版的神奇寶貝漫畫延伸作品），通常這類作品不會被特別強調是二次創作，但就概念上他們也符合二次創作的定義。

## 類型
在二次創作中，針對一些不同的特徵與手法，又有細分為若干類型：
- 翻译
- 致敬
- 惡搞
- MAD片
- 仿作
- 戲仿
- 拼貼
- 混雜
- 改編
- 引用
- 擬人化
  - 萌擬人化
  - 鐵道擬人化
- Crossover
  - 女體化
  - 男體化
- 擬國化
- 擬神化
- 年齡調整
- 電子斗蛐蛐

## 與抄襲的分別
二次創作並非抄襲現存作品，也不是剽竊別人的創意當成自己的作品，而是明顯地，甚至刻意地，以某一或某些作品為焦點，將它重新演繹出別的意義，瓦解原來的脈絡、系統，以創出新的抒發，甚至顛覆。
例如西西的《肥土鎮灰欄記》，以包公劇《灰欄記》為藍本作二次創作，卻帶出了超越原作的深層意義。它的目的不是把現存作品或創意，聲稱成自己的創作，而是明顯地以他作，來使作者的創意及意義有更佳的發揮，達致更好的創作效果。其他例子有胡戈的《一個饅頭引發的血案》──以《無極》為藍本的二次創作。
如同人活動本身就涵蓋了明顯延伸，發售的刊物、專輯多半帶有模仿的跡象，也有跟原作挑戰、崇拜的意味存在，一切需求端看個人。

## 原作者的對應

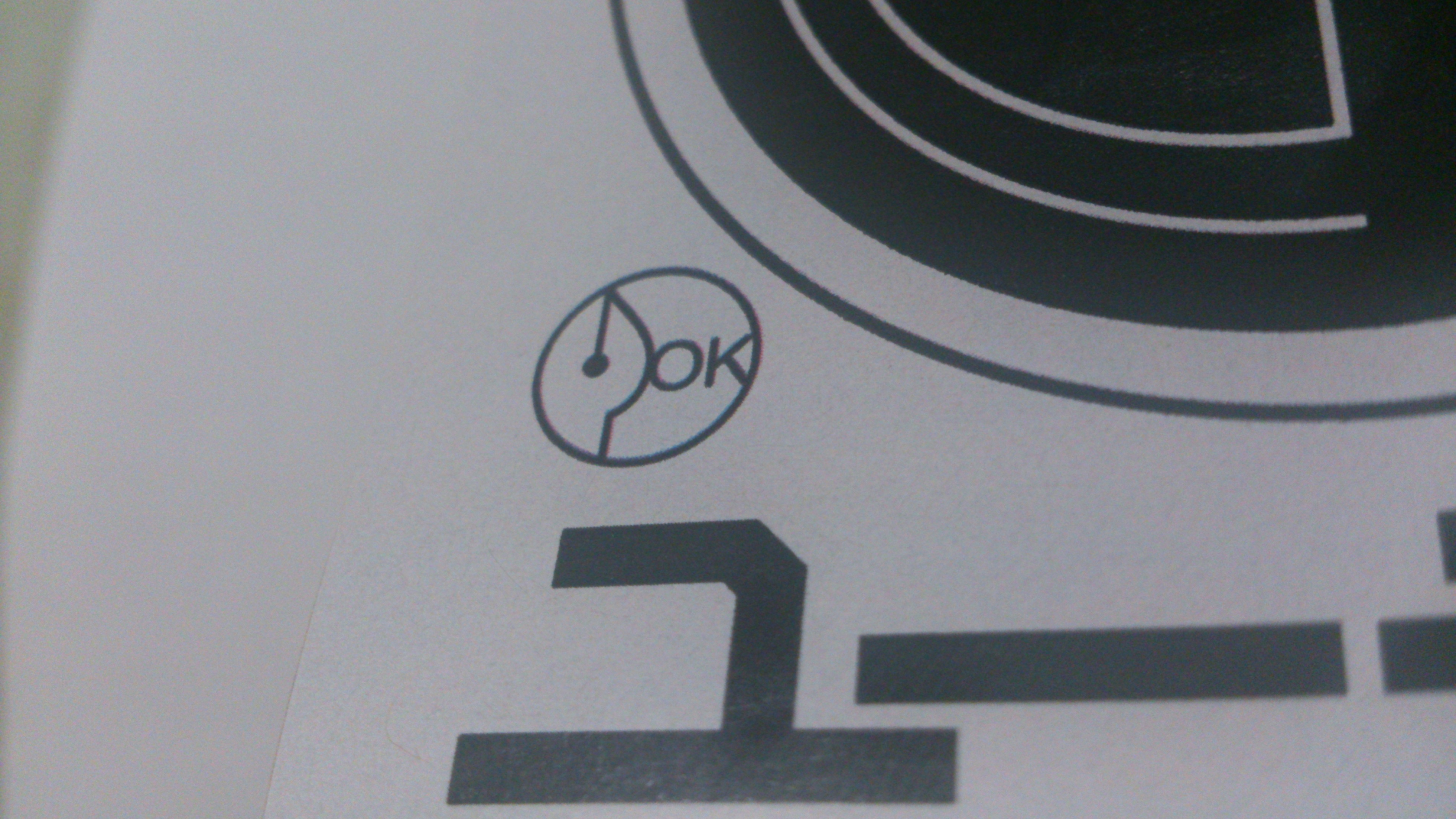
赤松健的漫画作品悠久持有者為初次在商標的左下角所標上同人マーク。

以日本方面來說，大部分被二次創作而且知道被二次創作的原作者都是採取默認的態度，但有些為維護作品的合法營利會禁止同人二次創作。部分原作者則對這些創作列出各項條款，例如相關作品需要為了「非營利目的」方可製作。更有部分持肯定態度，認為被二次創作反而是一種致敬，只要不傷害作品的形象就是一種宣傳。
但有部分公司則禁止進行二次創作，例如任天堂和迪士尼。